# Nyaa Torrents
Nyaa Torrents – tracker torrentów skoncentrowany tematycznie na mediach wschodnioazjatyckich (japońskich, chińskich i koreańskich). Znajduje się wśród największych trackerów BitTorrent udostępniających treści anime.